# バキュテナー

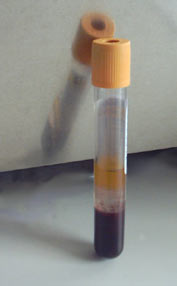
バキュテナー

バキュテナー（Vacutainer）とは、採血に使われる器具である。ガラス製試験管をゴム栓で封せんし内部を真空にした状態で利用され、採血の注射針が人体の血管に差し込まれたあと、バキュテナーをこの注射針に装着し、血液を吸引するものである。多くの場合、バキュテナー内部に血液の保存に与する薬品がセットしてあり、このままの状態で検査工程に回すことができる。